# Marskär, Houtskär
Marskär är öar i Finland. De ligger i Skärgårdshavet och i kommunen Pargas i den ekonomiska regionen  Åboland i landskapet Egentliga Finland, i den sydvästra delen av landet. Öarna ligger omkring 61 kilometer väster om Åbo och omkring 210 kilometer väster om Helsingfors.
Arean för den av öarna koordinaterna pekar på är 6,4 hektar och dess största längd är 420 meter i sydöst-nordvästlig riktning. Ön höjer sig omkring 15 meter över havsytan.